# (31367) 1998 WB9
(31367) 1998 WB9 est un astéroïde aréocroiseur découvert en 1998.

## Description
(31367) 1998 WB9 a été découvert le 25 novembre 1998 à l'observatoire Magdalena Ridge, situé dans le comté de Socorro, au Nouveau-Mexique (États-Unis), par le projet Lincoln Near-Earth Asteroid Research (LINEAR).

### Caractéristiques orbitales
L'orbite de cet astéroïde est caractérisée par un demi-grand axe de 2,33 ua, un périhélie de 1,59 ua, une excentricité de 0,32 et une inclinaison de 24,23° par rapport à l'écliptique. Du fait de ces caractéristiques, à savoir un demi-grand axe inférieur à 3,2 ua et un périhélie compris entre 1,3 et 1,666 ua, il croise l'orbite de Mars et est classé, selon la JPL Small-Body Database, comme astéroïde aréocroiseur (aréo venant de Arès).

### Caractéristiques physiques
(31367) 1998 WB9 a une magnitude absolue (H) de 13,8 et un albédo estimé à 0,463.